# Deactivators
Deactivators è un videogioco in cui si controlla una squadra di robot artificieri telecomandati, pubblicato nel 1986 per Amstrad CPC, Commodore 64 e ZX Spectrum dalla tedesca Ariolasoft, con il marchio Reaktör.

## Modalità di gioco
Il giocatore controlla la squadra di robot, uno alla volta, all'interno di un edificio dove i terroristi hanno piazzato diverse bombe e danneggiato il computer del sistema di sicurezza. L'ambiente è formato da molte stanze quadrate, su 4 piani, con visuale tridimensionale fissa. Lo schermo è diviso verticalmente e vengono mostrate due stanze alla volta, una in ciascuna metà, mentre in basso si ha una minimappa di tutto l'edificio.
Ciascun robot può muoversi sul pavimento in tutte direzioni, raccogliere e trasportare un oggetto alla volta, e lanciarlo ad angolazione regolabile. Per andare agli altri piani ci sono pali a doppio senso, buchi nel pavimento solo per scendere, o teletrasporti. Per passare dal controllo di un robot all'altro, lanciare oggetti o visualizzare la scansione dell'edificio si usa un sistema di icone che mette anche in pausa il gioco. In modalità scansione si può spostare un cursore sulla minimappa per vedere l'interno di tutte le stanze.
Bisogna recuperare dei pezzi di circuiteria e riportarli nel computer centrale che si trova in una certa stanza. Man mano che il computer viene riparato, vengono ripristinate varie funzionalità dell'edificio, come passaggi, teletrasporti e illuminazione, permettendo di raggiungere tutte le bombe. Queste non si possono disattivare, ma vanno gettate fuori dall'uscita prima che scada il tempo, di durata diversa per ciascuna bomba, ed esplodano. Anche subire troppi urti da lancio può farle esplodere.
Molte stanze non sono collegate da porte ma solo da finestre interne, che i robot non possono attraversare, ma gli oggetti si possono lanciare da una stanza all'altra, passandoli direttamente a un altro robot se ben posizionato per riceverli. Un'altra difficoltà nei lanci è data dalla differente forza di gravità che può esserci nelle varie stanze.
Nell'edificio sono presenti anche robot ostili che inseguono i robot del giocatore e li distruggono se li raggiungono, ma solo quando li vedono attivi; se il giocatore cambia robot, l'inseguitore si ferma.
Il primo livello è un edificio di 4x4 stanze, ma andando avanti nei 5 livelli l'edificio diviene sempre più largo e si incontrano stanze con la gravità in direzioni anomale.